# Iglesia del Carmen (Mérida)
La iglesia de Nuestra Señora del Carmen nace como santuario anexo al Convento de Franciscanos descalzos que había sido trasladado en el siglo XVIII desde la iglesia de Nuestra Señora de la Antigua. Tras la Desamortización de Mendizábal, el cenobio pasó a acoger las instalaciones del Hospital Psiquiátrico de la ciudad hasta que fue trasladado a su ubicación actual. El templo, que nunca dejó de ser utilizado como iglesia, es actualmente templo cafrade donde radica la sede canónica de la Hermandad del Calvario.

## Historia
Tras el abandono del Convento de la Antigua por su lejanía al núcleo de la ciudad antigua, los Franciscanos descalzos decidieron crear una nueva fundación religiosa cerca de la Puerta de Santiago, actual calle Almendralejo. La iglesia del convento, hoy bajo la advocación de la Virgen del Carmen, comienza a construirse en 1721 siendo consagrada, según indica la lápida conmemorativa de la fachada barroca, el 19 de octubre de 1737.

PUSOSE LA Iª PIEDRA PARA ESTA YGLESIA, Y CONVENTO EL DIA 26 D ABRIL D 1721.

Y CONCLVYDO TODO, SE COLoCÔ EL SSº SACº DIA 19 D OCTUBRE DE 1737. SEA PARA GLoRIA D DIOS,

Y DE SV PVRISSª MADRE. AMEN.

El convento estuvo en funcionamiento hasta el siglo XIX, momento en el que las leyes desamortizadoras de la época obligaron a la Orden a abandonar el edificio que sería destinado a funciones públicas. Tras un largo periodo en el que el monasterio fue utilizado como Hospital Psiquiátrico provincial, las dependencias conventuales pasaron a acoger los juzgados de la ciudad y la sede de la Audiencia Provincial hasta su traslado al actual Palacio de Justicia en el complejo administrativo Mérida, Tercer Milenio. Hoy en día, se está estudiando por parte del gobierno local dotar al edificio de un contenido cultural.
Sin embargo, el templo corrió una suerte diferente ya que, desde su fundación, nunca dejó de cumplir con las funciones litúrgicas y religiosas para las que fue concebido. En la década de los noventa, mientras duraron las obras de excavación de la cripta de la Basílica de Santa Eulalia, fue la iglesia escogida para albergar a la patrona de la ciudad. En 2009, fue erigido, por parte del Arzobispado de la ciudad, como templo cofrade, sede canónica de la centenaria Hermandad del Calvario y escenario privilegiado de los muchos actos y funciones religiosas que se suceden en la ciudad en torno a la fiesta de la Semana Santa.

## El templo
El templo responde al llamado barroco desornamentado. Con planta de cruz latina, la iglesia pesenta crucero deescasas dimensiones. Su cabecera cuadrada se comunica, por un arco d medio punto abocinado, con un camarín. 
El material constructivo más abundante en su obra es la mampostería, aunque también se utiliza

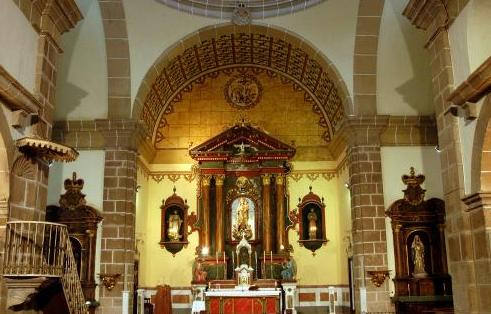
Interior de la Iglesia del Carmen

### Capillas
- Capilla del Calvario.
- Capilla de la Milagrosa.
- Capilla del Nazareno.